# Шнайде, Франтишек
Франти́шек (Франци́шек) Шнайде (пол. Franciszek Sznajde (Szneyde) vel Sznajder; 8 октября 1790, Варшава — 13 декабря 1850, Грёнель [теперь XV округ Парижа]) — бригадный генерал Войска Польского, общественно-политический деятель польской эмиграции.

## Биография
На военной службе с 1806 года. С января 1808 года служил секретарём Военного министерства, затем кадетом 2 уланского полка Варшавского герцогства в составе Великой Армии принимал участие в Наполеоновских войнах 1809, 1812, 1813 годов.
Участник Австрийской кампании 1809 года, Русской кампании 1812 года и Саксонской кампании 1813 года. С ноября 1809 года — подпоручик, отличился в Рашинском, Смоленском и Бородинском сражениях.
В 1813 году отличился в обороне Данцига, за что произведён в чин поручика.
После поражения Наполеона, в 1815 году поступил на службу армии Царства Польского, был назначен инструктором вольтижировки 2-го полка конных егерей, с апреля 1820 года — капитан, с мая 1821 года — майор.
Участник польского восстания 1830—1831 годов. В декабре 1830 года стал шефом корпуса жандармерии, переформированного в 1831 году в дивизион конных карабинеров.
С марта 1831 года — подполковник, командир польских уланов в сражении при Дембе-Вельке. В апреле 1831 года — получил чин полковника, а 28 июля 1831 года — бригадного генерала. Служил командиром кавалерийской бригады, с августа 1831 года возглавил бригаду конных егерей в составе II-го корпуса участвовавшего в восстании итальянского генерала Д. Раморино.
После поражения польского восстания перешёл границу Галиции, после чего эмигрировал во Францию и поселился в Страсбурге.
С 1834 по 1838 год — член руководства Польского Национального Комитета генерала Ю. Дверницкого, Эмиграционного комитета, Историко-литературного Общества и Общества национального образования детей польских эмигрантов, с 1846 года — член Польского демократического Общества. В 1848 году возвратился в Польшу.
Во период Весны народов в 1848 году участвовал в революции в вольном городе Кракове. Был избран членом Национального комитета Кракова и участвовал в разработке плана уличных боёв. После Галицийского восстания 1846 года, под впечатлением резни — вернулся во Францию.
В 1849 году отправился в Германию, где возглавил народное восстание в Курпфальце, командуя повстанческой армией Бадена.
Похоронен на парижском кладбище Монмартр.

## Награды
- Золотой знак ордена Virtuti Militari (1831)[1]
- Кавалер ордена Почётного легиона